# Nemoscolus elongatus
Nemoscolus elongatus är en spindelart som beskrevs av Lawrence 1947. Nemoscolus elongatus ingår i släktet Nemoscolus och familjen hjulspindlar. Inga underarter finns listade i Catalogue of Life.